# Генаев, Абдула Мурадович
Абдула Мурадович Генаев (18 января 2001 года, Россия) — российский футболист, полузащитник латвийского клуба «Вентспилс», выступающий на правах аренды за «Динамо-Авто».

## Биография
Воспитанник московской спортшколы ФШМ. В 2019 году заключил контракт с латвийским «Вентспилсом». В первое время выступал во второй команде, а летом 2020 года был переведен в основу. В высшей лиге дебютировал 21 июля в матче против «Риги» (0:1), в котором отыграл 58 минут. В конце августа сыграл свой первый матч в розыгрыше Лиги Европы — вышел на замену в концовке победного поединка с молдавским «Динамо-Авто» (2:1). По итогам сезона в составе «Вентспилса» стал чемпионом Латвии.
В марте 2021 года перешёл на правах аренды в молдавский «Динамо-Авто»

## Достижения
- Чемпион Латвии: 2020